# Peldemühle (Wittmund)
Die Peldemühle ist ein Kulturdenkmal im ostfriesischen Wittmund. Sie wurde im Jahr 1741 errichtet und ist der älteste, noch in weiten Teilen funktionsfähige Galerieholländer Deutschlands.

## Geschichte
Der um 1700 in Werdum geborene Müller Poppe Embcken erhielt im Jahr 1740 vom ostfriesischen Fürst Carl Edzard die Erlaubnis, eine Mühle zu errichten. Normalerweise war dies ausschließlich der Obrigkeit vorbehalten und wurden in Erbpacht vergeben (Mühlenrecht). Embcken erhielt jedoch eine Ausnahmegenehmigung. Im Gegenzug musste Embcken jährlich Windgeld (Recognition) an den Herrscher bezahlen. Die Genehmigung gestattete ihm lediglich die Produktion von Graupen aus Gerste. Diese Getreideart ist äußerst salztolerant, weshalb sie nach den Sturmfluten des 18. Jahrhunderts zu den hauptsächlich angebauten Getreidesorten in Ostfriesland zählte.
Nach dem Erhalt der Genehmigung ließ Embcken 1741 eine Mühle zum Pelden (Schälen) von Gerste mit Wohngebäude und Scheune errichten. Zu dieser Zeit gab es in Wittmund noch zwei weitere Mühlen, die Ostiemer Mühle, einen Wallholländer, der 1919 abgerissen wurde und die Finkenburgmühle, die 1884 abbrannte und als Siuts-Mühle in der Auricher Straße neu errichtet wurde.
Obwohl Embcken entsprechend der Genehmigung nur Graupen schälen durfte, hielt er sich nicht daran. In den Jahren 1754 und 1768 gab es jeweils Beschwerden, dass er Roggen bzw. Weizen mahle. 1770 übergab er dann die Peldemühle an seinen Sohn Emcke Poppen. Dieser baute 1809 einen Feinmahlgang ein und betrieb die Peldemühle als Pelde-, Mahl- und Roggenmühle. Erforderlich geworden war diese Erweiterung, weil sich die Essgewohnheiten in Ostfriesland geändert hatten. An die Stelle der Graupen war die Kartoffel als Hauptnahrungsmittel getreten und es wurde immer mehr Weizenmehl zum Backen benötigt.
Emcke Poppen führte die Mühle bis 1820. Er übergab die Mühle einem Poppe Müller, bei dem es sich vermutlich um seinen Sohn handelte. Als die patronymische Namensgebung in der napoleonischen Zeit abgeschafft wurde, entschieden sich viele Menschen dazu, ihre Berufsbezeichnung als neuen Familiennamen anzunehmen. Bereits 1825 wird die Mühle von Jellrich Müller übernommen, der vermutlich ein Sohn von Poppe war. Die weiteren Eigentümer waren:
- Hermann Ulrich Peeken ab 1828,
- Anna Catharina Meents ab 1847,
- Johann Jürgens Behrends ab 1848,
- Tjard Hinrich Edzards ab 1897,
- Edo und Eduard Edzards ab 1907,
- Heinrich Schüler ab 1919,
- Hermine Schüler ab 1945,
- Erich Schüler ab 1963,
- Johann Ihnen ab 1974,
- Ulla und Hans-Jürgen Ihnen ab 2004,
- Johann und Helene Ihnen Stiftung ab 2006.

Im Jahre 1909 wurde neben der Mühle das Müllerhaus mit Scheune gebaut. Ein 1912 aufgestellter 20-PS-Benzolmotor machte die Mühle unabhängig vom Wind. 1926 wurde die Mühle dann elektrifiziert. Im Zuge einer Modernisierung erhielt die Mühle in den Jahren von 1930 bis 1933 anstelle des alten Steerts eine Windrose, und die Flügel wurden auf Stahlruten mit Jalousieklappen und Kreuzversteifung umgerüstet. Zudem erhielt die Mühle zur Herstellung von Feinmehl einen Mahlgang für Roggen und Weizen. 1935 wurde der Peldegang mangels Auslastung ausgebaut, denn viele Bauern waren inzwischen in der Lage, mit eigenen Schrotmühlen ihr Futterschrot herzustellen. Der alte Mühlstein ist auf dem Hof ins Pflaster eingelassen. Ab 1935 verfügte die Mühle über eine Saatgutreinigungsmaschine mit Elektroantrieb. 1939 kam noch ein Doppelwalzenstuhl dazu. Nach dem Zweiten Weltkrieg hatten die kleinen Windmühlen ihre letzte Blütezeit. Mit den Gewinnen wurde in die Peldemühle erneut investiert. 1949 wurde eine pneumatische Förderanlage und eine Schneckenmischmaschine installiert.
1952 führte ein Bruch des Achskopfes zu schweren Schäden. 1954 mussten daraufhin die Mühlenkappe und eine Flügelrute erneuert werden. Die Ersatzteile stammten überwiegend aus der abgebrochenen Mühle in Stapelmoor. In den beiden Jahren dazwischen arbeitete die Mühle nur mit Elektrokraft. Im Rahmen der Renovierung wurde auch ein Silo und eine Trocknungsanlage errichtet. In den 1960er Jahren erwies sich die Mühle zunehmend als unwirtschaftlich, so dass die damaligen Besitzer, die Müllerfamilie Schüler, die Feinmüllerei 1965 aufgaben. 1970 legte der letzte Müller, Erich Schüler die Mühle schließlich ganz still und bot sie der Stadt Wittmund als Geschenk an. Diese lehnte aber ab.
Anschließend begann der Verfall des Gebäudes, der erst gestoppt wurde, nachdem der Auktionator Johann Ihnen die Mühle 1974 erwarb. Ab 1976 hatte der Heimatverein Wittmund die Mühle gemietet und in der Mühle das Heimatmuseum Wittmund eingerichtet. Das Museum wurde 2013 geschlossen. Um die Museumsfläche zu erweitern, wird 1984 eine Wagenremise gebaut. Weiterhin wurde die alte Schmiede in Dunum gekauft, abgerissen und auf dem Mühlengelände wieder aufgebaut. In dem Gebäude befinden sich eine historische Schmiede und eine Backstube. Ab 1986 übernahm ein Förderkreis unter Leitung von Heinrich Beermann die Erhaltung und Restaurierung. Ihm gelang es, in Zusammenarbeit mit Johann Ihnen die Mühle bis 1991 wieder voll funktionsfähig herzurichten. Am 22. Dezember 1990 war der erste Probelauf und nach 25 Jahren wurde wieder Getreide geschrotet. Die Arbeiten zogen sich letztlich bis 1996 hin, bis die Peldemühle wieder voll funktionsfähig war. Seit dem Jahr 2000 befindet sich die Peldemühle im niedersächsischen Denkmalverzeichnis.
Am 3. Dezember 2004 starb Johann Ihnen und seine Kinder überführten die Peldemühle in die Johann und Helene Ihnen Stiftung.

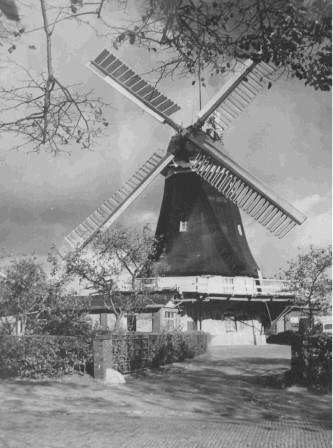
Peldemühle um 1955

Um die Mühle nach dem Ausscheiden des letzten Müllers sicher weiter betreiben zu können, ließ die Johann und Helene Ihnen Stiftung 2010 die ersten Freiwilligen Müller ausbilden.
Seit dem Jahre 2008 liefen die Vorplanungen für die nächste große Instandsetzungsmaßnahme, da fiel im Dezember 2012 während eines Sturms eine Jalousie-Klappe aus einem Flügel. Die Johann und Helene Ihnen Stiftung ließ daraufhin im Februar des Folgejahres alle Klappen demontieren. 2014/15 wurde die Mühle umfassend saniert. Zu diesem Zweck wurden am 19. Juni die Flügel und die Kappe demontiert. Nachdem das Mühlenwerk umfassend erneuert wurde, wurden die Kappe am 25. November 2014 und die Flügel am 3. Dezember 2014 wieder eingebaut. Im zweiten Bauabschnitt wurde dann Anfang 2015 u. a. ein Teil der Galerie erneuert. Am 22. Juni 2015 wurden in der Peldemühle zusammen mit den Förderern und beteiligten Handwerkern die Instandsetzungsarbeiten offiziell beendet.
Am 4. August 2015 wurde der Förderverein Peldemühle Wittmund gegründet, der die Stiftung bei der Pflege und Unterhaltung der Peldemühle in Zukunft unterstützen wird.
Anfang der sechziger Jahre wurde zur Straßenseite hin ein Anbau errichtet, in dem zunächst von Irmgard Schüler, die Frau des damaligen Müllers ein Lebensmittelladen betrieben wurde. Der Laden wurde Anfang der siebziger Jahre geschlossen. Später diente der Anbau verschiedenen Zwecken. Seit dem 7. Mai 2017 befindet sich der Ausstellungsraum des Ostfriesischen Kunstkreises (OKK) im Anbau der Peldemühle.

## Flügelsprache
Die Flügel der Windmühlen dienen, je nach Stellung im gebremsten Zustand, der Übermittlung von Signalen. Es sind vier bis neun Flügelstellungen, die zum Teil nur durch Unterschiede in der Besegelung oder der Stellung der Jalousieklappen erkennbar sind, möglich. So ist zum Beispiel die Betriebspause schon von weitem zu erkennen und der Kunde bemüht sich nicht zur Mühle. Auch wichtige Familienereignisse der Müllerfamilie (Geburt und Tod) signalisiert der Müller mittels der Freuden- oder Trauerschere. Die Signale unterscheiden sich regional, so dass nicht von einer einheitlichen Signalsprache gesprochen werden kann.

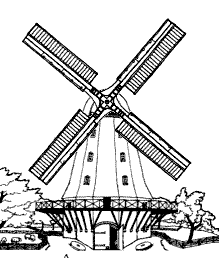
Feierabend
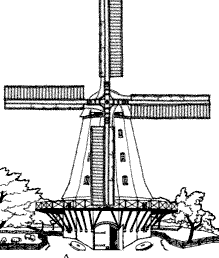
Pause
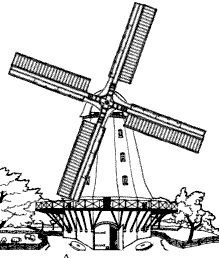
Freudenschere
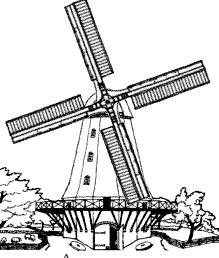
Trauerschere

## Johann-und-Helene-Ihnen-Stiftung
Um das Lebenswerk ihrer Eltern weiterführen zu können, gründeten Ulla und Hans-Jürgen Ihnen am 6. November 2006 die nach ihren Eltern benannte gemeinnützige Johann-und-Helene-Ihnen-Stiftung als rechtsfähige Stiftung bürgerlichen Rechts mit Sitz in Hannover. Sie ist Eignerin der Mühle. Zwecke der Stiftung sind der Erhalt und die Bewahrung des Bau- und Kulturdenkmals Peldemühle sowie die Förderung von Kultur, Denkmal-, Heimat- und Brauchtumspflege, insbesondere der Sportarten Boßeln und Klootschießen, darüber hinaus Förderung von Wissenschaft, Kunst und Forschung auf diesen Gebieten, insbesondere der Mühlenkunde.